# 애비 덜켐퍼
애비게일 린 덜켐퍼(영어: Abigail Lynn Dahlkemper, 1993년 5월 13일 ~ )는 미국의 여자 축구 선수이다. 포지션은 수비수이며, 현재 미국 내셔널 위민스 사커 리그의 노스캐롤라이나 커리지에서 활동하고 있다.

## 어린 시절
애비 덜켐퍼는 펜실베이니아주 랭커스터에서 앤드루 덜켐퍼와 수전 덜켐퍼 부부의 딸로 태어났다. 애비 덜켐퍼에게는 2명의 형제가 있었고 캘리포니아주 멘로파크에서 어린 시절을 보내면서 축구를 처음 접하게 된다.
2008년부터 2011년까지 캘리포니아주 애서턴에 위치한 사립 학교인 세이크리드 하트 프리패러트리 산하 축구단에서 활동했다. 2010년에는 게토레이가 선정한 올해의 캘리포니아주 여자 축구 선수, 잡지 《퍼레이드》가 선정한 전미 여자 축구 선수에 선정되는 영예를 안았다. 2011년부터 2014년까지 캘리포니아 대학교 로스앤젤레스 산하 UCLA 브루인스 여자 축구단에서 활동했다. 2013년에는 UCLA 브루인스의 전미 대학 체육 협회(NCAA) 디비전 I 여자 축구 선수권 대회 우승에 기여했고 2014년에는 혼다 스포츠 축구상을 수상했다.

## 클럽 경력
2013년에 USL W리그 소속 여자 축구 클럽인 팰리 블루스에 입단했으며 2013 USL W리그 시즌에서 팰리 블루스의 웨스턴 컴퍼런스 우승, W리그 챔피언십 우승에 기여했다. 2015년 1월에는 내셔널 위민스 사커 리그 칼리지 드래프트 과정에서 웨스턴 뉴욕 플래시에 3순위로 지명되었고 같은 해 3월에 웨스턴 뉴욕 플래시에 입단했다.
2015년 4월에 내셔널 위민스 사커 리그 데뷔 무대를 가졌고 2015년 10월에는 오스트레일리아 W리그 소속 여자 축구 클럽인 애들레이드 유나이티드에 임대되었다. 2015-16 오스트레일리아 W리그 시즌 종료와 함께 웨스턴 뉴욕 플래시로 복귀했고 2016 내셔널 위민스 사커 리그 시즌에서 웨스턴 뉴욕 플래시의 NWSL 챔피언십 우승에 기여했다.
2017년에 노스캐롤라이나 칼리지로 이적했다. 2017 내셔널 위민스 사커 리그 시즌에서는 노스캐롤라이나 칼리지의 NWSL 실드 우승에 기여했고 해당 시즌에서 NWSL 올해의 수비수, NWSL 베스트 일레븐에 선정되는 영예를 안았다. 2018 시즌에서는 노스캐롤라이나 칼리지의 NWSL 챔피언십 우승, NWSL 실드 우승에 기여했고 해당 시즌에서 NWSL 올해의 수비수, NWSL 베스트 일레븐에 선정되는 영예를 안았다.

## 국가대표 경력
2013년에 열린 4개국 여자 축구 친선 토너먼트에 참가한 미국 여자 U-23 축구 국가대표팀의 우승을 견인했으며 2014년에 열린 6개국 여자 축구 친선 토너먼트에서도 미국 여자 U-23 축구 국가대표팀의 우승을 견인했다.
2016년 10월 19일에 열린 스위스와의 칯선 경기에 처음으로 교체 출전하면서 미국 여자 축구 국가대표팀 선수로 데뷔했다. 2017년 6월까지는 패혈증으로 인해 한동안 미국 여자 축구 국가대표팀에 소집되지 않았지만 패혈증에서 회복된 이후부터 미국 여자 축구 국가대표팀에서 중앙 수비수로 활약했다.
2017년 6월 11일에 열린 노르웨이와의 친선 경기에서 처음으로 90분 동안 출전했다. 2017년에는 미국 여자 축구 국가대표팀 전체 11경기 가운데 10경기에 걸쳐 945분 동안 출전하는 기록을 수립했다. 2018년에는 미국의 시빌리브스컵 우승, 토너먼트 오브 네이션스 우승, 2018년 CONCACAF 여자 축구 선수권 대회 우승에 기여했고 프랑스에서 개최된 2019년 FIFA 여자 월드컵에서는 본선 7경기에 출전하여 미국의 FIFA 여자 월드컵 통산 4회 우승에 기여했다.

## 수상

### 클럽
웨스턴 뉴욕 플래시
- NWSL 챔피언십 1회 우승 (2016)

노스캐롤라이나 커리지
- NWSL 챔피언십 1회 우승 (2018)
- NWSL 실드 2회 우승 (2017, 2018)

### 국가대표
- 2018년 시빌리브스컵 우승
- 2018년 토너먼트 오브 네이션스 우승
- 2018년 CONCACAF 여자 축구 선수권 대회 우승
- 2019년 FIFA 여자 월드컵 우승

### 개인
- 2017 NWSL 시즌 올해의 수비수 선정
- 2017 NWSL 시즌 베스트 일레븐 선정
- 2018 NWSL 시즌 베스트 일레븐 선정

## 같이 보기
- 캘리포니아 대학교 로스앤젤레스의 동문 목록